# تاراج (فیلم)
تاراج فیلم سینمایی ایرانی به کارگردانی ایرج قادری و داستانی از علیرضا داوودنژاد و فیلمنامه‌ای از سعید مطلبی با شرکت جمشید هاشم‌پور، بهزاد جوانبخش و فخری خوروش است. قصه نوشته شده توسط علیرضا داوودنژاد، «چمبر خاک» نام داشت. ولی داستان بعدتر توسط سعید مطلبی با نام «تاراج» تبدیل به فیلمنامه شد. این فیلم، که در سال ۱۳۶۳ ساخته شده است، به پدیده اعتیاد و قاچاق مواد مخدر می‌پردازد .
ایرج قادری پس از این فیلم به مدت ده سال ممنوع الفعالیت شد.

## خلاصهٔ داستان
زینال بندری، قاچاقچی سابقه‌دار تریاک و حشیش، توسط ستوان احمد، رئیس اداره مبارزه با مواد مخدر، دستگیر و روانه زندان می‌شود، اما با پرداخت رشوه محکومیت خود را به حبس تقلیل می‌دهد و پس از یک سال، به‌دلیل خوش‌رفتاری، آزاد می‌شود. بار دوم، که پس از درگیری و مجروحیت، در ملاقاتی که با عوامل شبکه گسترده توزیع مواد مخدر دارد، خام حرف‌های آنها می‌شود و تصمیم می‌گیرد ستوان احمد را در دستگیری قاچاقچیان یاری دهد. او با کمک احمد، شبکه توزیع تریاک را متفرق می‌کند؛ ولی درعوض، توزیع گسترده هروئین رونق می‌گیرد. دوستی گرمی بین احمد و زینال برقرار می‌شود. احمد درمی‌یابد که پسر زینال, صبری, نیز معتاد به هروئین است. زینال پسرش را در زیرزمین خانه حبس می‌کند تا اعتیادِ او را ترک دهد…

## بازیگران
- بهزاد جوانبخش در نقش ستوان احمد با صداپیشگی ناصر طهماسب[۲]
- جمشید آریا در نقش زینال بندری با صداپیشگی منوچهر اسماعیلی
- فخری خوروش در نقش بیگم با صداپیشگی رفعت هاشم‌پور
- رسول توکلی در نقش خبرنگار
- زاغری
- فرهاد ملک
- حسن زندی
- رفیع
- حسین ملکی
- پیراسته
- آیت
- امیر معاون‌زاده
- عرب
- شهاب
- لطیفی
- دمیرچی
- رضا منوچهری
- ناهید ظفر در نقش خانم
- بندپی
- عالی فکر
- سعید نیوندی در نقش تیمسار با صداپیشگی منوچهر اسماعیلی
- حمید دلشکیب

## فروش
میزان فروش فیلم به تفکیک سال نمایش، به شرح زیر است:
| سال    | تعداد بلیت | میزان فروش | منبع   |
| ------ | ---------- | ---------- | ------ |
| ۱۳۶۴   | ۲٬۳۴۸٬۳۹۸  | ۱۸٬۰۲۸٬۴۱۶ | [ ۳ ]  |
| ۱۳۶۵   | ۱٬۱۶۸٬۸۶۴  | ۹٬۴۴۳٬۷۱۵  | [ ۴ ]  |
| ۱۳۶۶   | ۵۰۵٬۸۵۹    | ۴٬۱۵۸٬۶۹۷  | [ ۵ ]  |
| ۱۳۶۷   | ۱۹۸٬۸۸۰    | ۱٬۵۶۶٬۴۰۵  | [ ۶ ]  |
| ۱۳۶۸   | ۲۴۱٬۸۹۱    | ۱٬۹۶۹٬۴۳۷  | [ ۷ ]  |
| ۱۳۶۹   | ۱۷۲٬۳۸۹    | ۱٬۸۱۰٬۴۱۸  | [ ۸ ]  |
| ۱۳۷۰   | ۷۴٬۹۰۷     | ۱٬۱۹۵٬۴۹۶  | [ ۹ ]  |
| ۱۳۷۱   | ۹۱٬۵۸۸     | ۲٬۰۰۹٬۵۱۳  | [ ۱۰ ] |
| ۱۳۷۲   | ۶۱٬۳۶۷     | ۱٬۹۸۵٬۶۲۰  | [ ۱۱ ] |
| ۱۳۷۳   | ۳۸٬۱۵۵     | ۱٬۵۰۳٬۷۲۰  | [ ۱۲ ] |
| ۱۳۷۴   | ۸۸٬۸۱۷     | ۴٬۲۶۴٬۸۷۰  | [ ۱۳ ] |
| ۱۳۷۵   | ۸۱٬۴۷۱     | ۵٬۷۸۳٬۷۳۰  | [ ۱۴ ] |
| ۱۳۷۶   | ۸۵٬۹۳۴     | ۷٬۸۹۰٬۶۲۰  | [ ۱۵ ] |
| ۱۳۷۷   | ۲۷٬۱۴۳     | ۳٬۰۹۳٬۸۵۰  | [ ۱۶ ] |
| ۱۳۷۸   | ۳۷۸        | ۵۶٬۷۰۰     | [ ۱۷ ] |
| ۱۳۷۹   | ۳۷۸        | ۵۶٬۷۰۰     | [ ۱۸ ] |
| ۱۳۸۰   | ۹٬۹۵۹      | ۲٬۵۲۰٬۹۰۰  | [ ۱۹ ] |
| ۱۳۸۱   | ۸٬۸۰۸      | ۲٬۵۹۹٬۰۰۰  | [ ۲۰ ] |
| ۱۳۸۲   | ۲٬۵۷۷      | ۷۹۹٬۵۰۰    | [ ۲۱ ] |
| ۱۳۸۳   | ۴٬۰۳۸      | ۱٬۴۹۰٬۸۰۰  | [ ۲۲ ] |
| ۱۳۸۴   | ۲٬۱۶۲      | ۹۳۰٬۸۰۰    | [ ۲۳ ] |
| جمع کل | ۵٬۲۱۳٬۹۶۳  | ۷۳٬۱۵۸٬۹۰۷ |        |